# Берлоз
Берлоз (на френски: Berloz) е селище в Югоизточна Белгия, окръг Уарем на провинция Лиеж. Населението му е около 2800 души (2006).